# Sabine Bischoffová
Sabine Bischoffová provdaná Sabine Wolfová (* 21. května 1958 Koblenz – 6. března 2013 Weikersheim, Německo) byla západoněmecká a německá sportovní šermířka, která se specializovala na šerm fleretem.
Západní Německo reprezentovala v sedmdesátých a osmdesátých letech. Na olympijských hrách startovala v roce 1984 v soutěži jednotlivkyň a družstev. V roce 1980 přišla o start na olympijských hrách kvůli bojkotu. V soutěži jednotlivkyň obsadila na olympijských hrách 1984 sedmé místo. V roce 1985 obsadila v soutěži jednotlivkyň druhé místo na mistrovství světa. Se západoněmeckým družstvem fleretistek vybojovala na olympijských hrách 1984 zlatou olympijskou medaili a s družstvem fleretistek vybojovala v roce 1985 titul mistryň světa.